# Chelonus concentralis
Chelonus concentralis är en stekelart som först beskrevs av Chen och Ji 2003.  Chelonus concentralis ingår i släktet Chelonus och familjen bracksteklar. Inga underarter finns listade i Catalogue of Life.